# Кайракти (Каргалинський район)
Кайракти́ (каз. Қайрақты) — село у складі Каргалинського району Актюбінської області Казахстану. Входить до складу Степного сільського округу.
До 2007 року село називалось Бородіновка.
Населення — 298 осіб (2021; 134 у 2009, 563 у 1999, 611 у 1989).